# Dioctylphthalat
Dioctylphthalat ist eine organische chemische Verbindung aus der Gruppe der Phthalate (Ester der Phthalsäure), die vor allem als Weichmacher eingesetzt wird. Es ist eine farblose, geruchlose, ölige Flüssigkeit und ein Strukturisomer von Diethylhexylphthalat (DEHP).

## Gewinnung und Darstellung
Dioctylphthalat wird durch Reaktion von Phthalsäureanhydrid mit Octanol in Gegenwart eines Katalysators gewonnen.

## Eigenschaften
Dioctylphthalat ist eine farblose geruchlose Flüssigkeit, welche praktisch unlöslich in Wasser ist.

## Verwendung
Dioctylphthalat wird als Weichmacher (z. B. für PVC), Bestandteil von Schaumverhütungsmitteln, Lösungsmittel und als Lackharz verwendet und kommt so für Anwendungen in der Kosmetik-Industrie, im medizinischen Bereich und in der Sprengstoff-Industrie zum Einsatz. Darüber hinaus findet es Anwendung bei der Herstellung von Prüfaerosolen.

## Sicherheitshinweise
DNOP darf nicht als Weichmacher für Spielzeug und Babyartikel verwendet werden, die von Kindern in den Mund genommen werden können, da die Substanz in der Anlage 1 der Bedarfsgegenständeverordnung gelistet ist.